# Order och kontraorder
Order och kontraorder (The Happy Return, 1937) är C.S. Foresters först utgivna roman om sjöofficeren Horatio Hornblower.

## Handling
Kommendörkapten Horatio Hornblower befinner sig med den brittiska fregatten Lydia vid Centralamerikas stilla havskust för att stödja en lokal diktator, en viss Don Julian som kallar sig El Supremo, i dennes uppror mot Spanien, som är i krig med England. I enlighet med sina ursprungliga order tar Hornblower över ett stort spanskt linjeskepp (Natividad) och överlämnar det till rebellerna (El Supremo).
Hornblower får sedan veta att England och Spanien slutit fred och numera är i förbund med varandra. Hornblower måste därför återta Natividad från El Supremo - kontraorder! Efter en hård strid skeppen emellan sjunker till slut Natividad.
Hornblower återvänder hem till England och med sig som passagerare måste han ta en mycket högättad kvinna, Lady Barbara, som han blir förälskad i, men tills vidare saknar möjlighet att uppvakta, eftersom han bland annat har en fru som väntar honom i England.